# Pszichológus
A pszichológus vagy néhol lélekbúvár olyan szakember, aki egyetemen – nappali, esti, levelező vagy kiegészítő formában – pszichológia szakos diplomát szerzett, és a gyakorlatban, az oktatásban, a kutatásban e tudomány elveit és módszereit hivatásszerűen alkalmazza. A pszichiáterrel ellentétben nem orvos, így nem jogosult gyógyszerek felírására.
Napjainkban sokan azonosítják a pszichológust azzal az emberrel, aki tanácsadással, illetve a mentális zavarok gyógyításával foglalkozik, noha erre Magyarországon csak klinikai szakpszichológusi végzettséggel rendelkező jogosult. A pszichológusok azonban (az alapképzésükbe foglalt széles körű általános lélektani, fejlődéslélektani, szociál- és személyiségpszichológiai ismereteket felhasználva) olyan kevésbé közismert feladatokat is ellátnak, mint például a humanoid észlelés kutatása; iskolai, szervezeti konfliktusok megoldása; szervezetfejlesztés; fejlődésben elmaradott gyerekek képességdiagnosztikája és fejlődésük segítése stb.

## Pszichológusképzés Magyarországon

### Egyetemi képzés
A képzés a 2006/2007-es tanévtől a felsőoktatási törvény módosítását követve két rendszer szerint zajlik:
- osztatlan képzési rendszerben (a 2006/2007-es tanév előtt hallgatói jogviszonyt létesített hallgatók esetében) a képzés nappali tagozaton öt, levelező tagozaton  négyéves időtartamú.
- a bolognai vagy osztott rendszer alapján (a 2006/2007-es tanévben vagy utána hallgatói jogviszonyt létesített hallgatók esetében) a korábban egységes  ötéves  képzési idő egy alap- és egy mesterképzésre tagolódik. Az alapszintű képzés három, a ráépülő mesterképzés kétéves.

Jelenleg 7 helyen folyik akkreditált egyetemi szintű pszichológus alapképzés Magyarországon:
- Debreceni Egyetem
- Eötvös Loránd Tudományegyetem
- Károli Gáspár Református Egyetem
- Pázmány Péter Katolikus Egyetem
- Pécsi Tudományegyetem
- Szegedi Tudományegyetem
- Pannon Egyetem

A 2006 szeptemberében indult, napjainkig érvényes bolognai rendszerben a hároméves alapképzés (BA) elvégzése után a hallgatók viselkedéselemző képesítést szereznek, és csak a mesterképzés (MA) elvégeztével jogosultak a pszichológus cím használatára.
Egyes intézményekben a hallgatók tanulmányaik kezdetén pszichológus hallgatói esküt, tanulmányaik végén pedig pszichológusi esküt tesznek.

### Egyetemi képzés alatti és diplomamegszerzés utáni képzések

#### Posztgraduális képzések
A okleveles pszichológia szakos diploma megszerzése után szakpszichológusi minősítést lehet szerezni, ami egy a hallgató által választott alkalmazási területre való speciális felkészítést jelent.  Egészségügyi szakképzettséggel és a gyógyításban való részvételhez jogosítvánnyal, csak a klinikai szakpszichológusok, alkalmazott egészségpszichológiai szakpszichológusok és a neuropszichológiai szakpszichológusok rendelkeznek.
Egészségügyi felsőfokú szakirányú szakképzés
- Alkalmazott egészségpszichológiai szakpszichológia
- Klinikai szakpszichológia (felnőtt és gyermek szakirányok)
- Neuropszichológiai szakpszichológia

Szakirányú továbbképzések (A szakirányú továbbképzésben szerzett oklevél nem emeli a korábbi végzettség szintjét, a szakirányú továbbképzésnek önálló végzettségi szintje nincs)
Nem ad egészségügyi szakképzettséget, önálló egészségügyi tevékenység végzésére nem jogosít. Az egészségügyi ellátásban önállóan egészségügyi felsőfokú szakirányú szakképzéssel lehet dolgozni. Rendelő nyitásra nem jogosít:
- Egészségfejlesztő szakpszichológus szakirányú továbbképzés
- Munka- és szervezetpszichológus
- Pedagógiai szakpszichológus
- Tanácsadó szakpszichológus
- Perinatális szaktanácsadó
- Sport szakpszichológus

#### Doktori képzés
Magyarországon hat képzőhelyen van lehetőség tudományos fokozat megszerzésére pszichológiából.
1. SZTE BTK Neveléstudományi Doktori Iskola
2. SE Mentális Egészségtudományok Doktori Iskola
3. SE ÁOK Klinikai Pszichológiai Tanszék
4. PTE BTK Pszichológia Doktori Iskola
5. ELTE PPK Pszichológia Doktori Iskola
6. DE BTK Multidiszciplináris Bölcsészettudományok Doktori Iskola